# Taurin dioksigenaza
Taurin dioksigenaza (EC 1.14.11.17, 2-aminoetansulfonat dioksigenaza, alfa-ketoglutarat-zavisna taurinska dioksigenaza) je enzim sa sistematskim imenom taurin, 2-oksoglutarat:kiseonik oksidoreduktaza (formira sulfit). Ovaj enzim katalizuje sledeću hemijsku reakciju:
taurin + 2-oksoglutarat + O2 {\displaystyle \rightleftharpoons } sulfit + aminoacetaldehid + sukcinat + CO2
Za rad ovog enzima je neophodan Fe2+ jon. Enzim iz Escherichia coli takođe deluje na pentansulfonat, 3-(N-morfolino)propansulfonat i 2-(1,3-dioksoizoindolin-2-il)etansulfonat.

## Literatura
- Nicholas C. Price; Lewis Stevens (1999). Fundamentals of Enzymology: The Cell and Molecular Biology of Catalytic Proteins (Third изд.). USA: Oxford University Press. ISBN 019850229X.
- Eric J. Toone (2006). Advances in Enzymology and Related Areas of Molecular Biology, Protein Evolution (Volume 75 изд.). Wiley-Interscience. ISBN 0471205036.
- Branden C; Tooze J. Introduction to Protein Structure. New York, NY: Garland Publishing. ISBN 0-8153-2305-0.
- Irwin H. Segel. Enzyme Kinetics: Behavior and Analysis of Rapid Equilibrium and Steady-State Enzyme Systems (Book 44 изд.). Wiley Classics Library. ISBN 0471303097.
- William P. Jencks (1987). Catalysis in Chemistry and Enzymology. Dover Publications. ISBN 0486654605.

## Spoljašnje veze
- Taurine+dioxygenase на 